# Psychotria reducta
Psychotria reducta är en måreväxtart som beskrevs av John Gilbert Baker. Psychotria reducta ingår i släktet Psychotria och familjen måreväxter.

## Underarter
Arten delas in i följande underarter:
- P. r. pilosula
- P. r. reducta